# Петрикор (фильм)
«Петрикор» (англ. The Petrichor) –  канадская спортивная драма 2020 года режиссёра корейского происхождения Чоны Сон по собственному сценарию. В главной роли – бывшая латвийская фигуристка Ольга Корсак. Участник программы «Русский след» XLII Московского кинофестиваля.

## Сюжет
Майя, бывшая фигуристка из России, которая из-за личной трагедии потерпела неудачу в первых двух попытках выступить на международных соревнованиях среди взрослых. Вдохновлённая катанием своего кумира Игоря Руского, в возрасте тридцати лет она решает вернуться на лёд и снова осуществить свою мечту о победах.

## В ролях
- Ольга Корсак[англ.] – Майя[3][4]
- Алексей Серебряков – Игорь Руский[5][6]
- Скотт Бейкер – Адам
- Дэйв Уолпол – Эрик
- Дайан Ньюлинг – Хлоя
- Евгения Медведева – камео[5][7]
- Линн Ноэль – Джули
- Эми Трэмбле – Оливия
- П.Дж. Квонг – комментатор
- Морис Легум – режиссёр

## Награды и номинации
American Golden Picture International Film Festival
- Лучшая женская роль (Ольга Корсак) – победа
- Лучшая мужская роль (Алексей Серебряков) – победа
- Лучшая музыка (Ольга Корсак и Йован Йованов) – победа
- Лучший игровой фильм – победа
- Лучший режиссёр (Чона Сон) – победа

Best Actor Award
- Лучшая актриса драмы (Ольга Корсак) – номинация

Canadian Cinematography Awards
- Лучший полнометражный фильм – победа
- Лучшая женская роль (Ольга Корсак) – победа

Oniros Film Awards
- Лучший режиссёр (Чона Сон) – победа
- Лучшая женская роль (Ольга Корсак) – победа
- Лучший саундтрек (Ольга Корсак и Йован Йованов) – номинация
- Лучший игровой фильм – номинация

Venice Film Awards
- Лучшая оригинальная песня (Ольга Корсак и Йован Йованов) – победа
- Лучший режиссёр (Чона Сон) – номинация
- Лучший игровой фильм – номинация